# Varuförfalskning

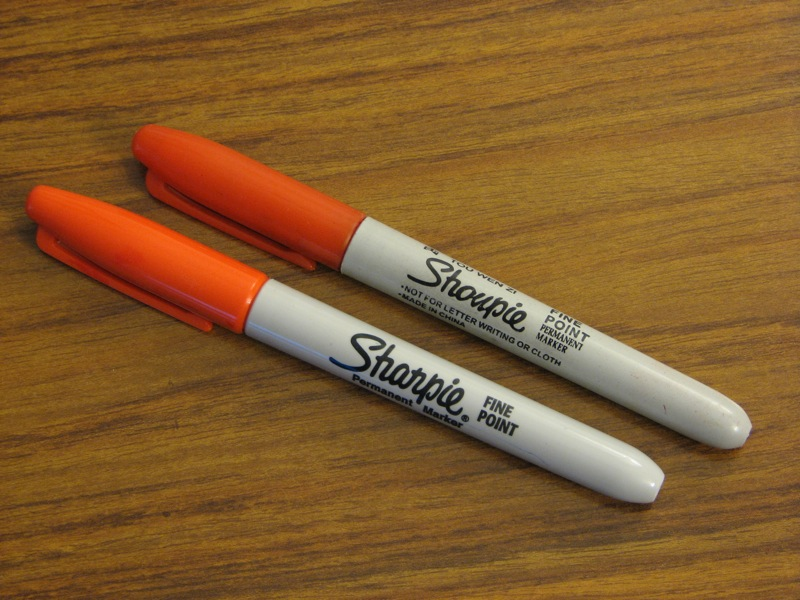
En tydlig varumärkesförfalskning. Namnet på pennan till höger är en förvanskning av varumärket Sharpie

Varuförfalskning omfattar förfalskning av konsumentvaror av alla de slag, vilka sedan utges för att vara äkta vara. Det kan gälla kläder/accessoarer såsom märkesväskor och klockor, möbler, läkemedel, förbrukningsartiklar (såsom tandkrämer) pennor, kameror med mera. Varumärkesförfalskning är inte detsamma som så kallad parallellimport, som är en noga kontrollerad verksamhet av hundraprocentigt likadana eller likvärdiga produkter. Vid parallellimport sker inga intrång på patent eller registrerade varumärken. OECD:s definition av förfalskade varor är varor som har tillverkats i syfte att imitera kända produkter för att förleda konsumenter.
Förfalskning av varumärken är förbjudna enligt lag i så gott som alla länder i allmänhet, även inom EU. År 2006 beslagtog EU:s tull totalt 250 miljoner piratkopierade artiklar. Verksamheten uppskattas generera världshandeln förluster på minst 250 miljarder US-dollar årligen, möjligen upp till 600 miljarder dollar årligen om produkter som aldrig lämnar ursprungslandet räknas in.
Det förekommer olika grader av förfalskningar. I så gott som alla fall är produkten av sämre kvalitet än originalet och oftast kostar den mindre, ibland så lite som en tiondel av ursprungspriset. I de flesta fall kan man tydligt se skillnad, till exempel förekommer ofta felstavningar, men vissa piratkopior är mycket svåra att skilja från original. Då utnyttjas detta ofta av oärliga människor och den förfalskade varan säljs till samma pris som den äkta skulle ha blivit såld för.

## Allmänna konsumentvaror
Det är mycket vanligt med förfalskade varor. Kopior av dyrare märkesvaror är mest omtalat, men dagligprodukter är det mest omfattande. Falska Colgate-tandkrämer har cirkulerat i Kina, likaså pennor, smink, leksaker, tvättmedel, reservdelar till datorer med mera. 
Falska reservdelar till apparater är en potentiell säkerhetsrisk, varför de flesta återförsäljare är noga med att kontrollera produkternas äkthet och säkerhet. När det gäller programvara och digitalt material talar man ofta om så kallad piratkopiering.
Förfalskad Colgate-tandkräm har även cirkulerat i några amerikanska delstater. Senare provtagning visade på en viss toxicitet i tandkrämen och produkten kunde spåras till Kina.

## "Lyxvaror"
Illegala armbandsur, märkesväskor, kameror, smycken och kläder säljs ofta i turistorter för en bråkdel av det normala priset, men även på torg och i gathörn i större städer. Dessa varor är oftast av mycket usel kvalitet och är enkla att skilja från original. I många fall kan konsumenten vara medveten om att den inhandlade varan inte är original. Louis Vuitton antas vara det absolut mest kopierade lyxmärket idag, men om det genererar företaget några förluster är oklart, då den riktiga målgruppen antagligen inte köper produkter på ett annat ställe än en auktoriserad butik.  
I vissa fall har det upptäckts bättre gjorda förfalskningar som sålts som äkta vara av godtrogna affärskedjor som trott sig sälja just äkta varor. Det är i dessa fall som de stora förlusterna för tillverkarna sker, då kopian kan säljas för samma pris som originalet till en godtrogen köpare. 
Lyxmärken såsom Chanel och Prada har slutat tillhandahålla sina kläder och väskor ens på de lyxigaste varuhus, för att de endast ska finnas tillgängliga i deras egna butiker (allt för att minimera risken för förväxling med piratkopior). Detta gäller ej parfymer, kosmetika eller glasögon.

## Läkemedel
Som särskilt allvarligt ses förfalskning av läkemedel då de är hälsovådliga och potentiellt dödliga. Omfattningen är svår att uppskatta men det kan handla om så många som 100 000 dödsoffer per år, de flesta i utvecklingsländer. Läkemedelsförfalskning är ett omfattande problem i bland annat U-länder där p-piller, infektionshämmande och HIV-mediciner inte sällan endast innehåller stärkelse och är utan verksam substans. Andra innehåller för lite eller för mycket av en verksam substans. I vissa fall har förfalskade läkemedel upptäckts i Skandinavien. Världshälsoorganisationen WHO har uppskattat att 10-30 % av läkemedlen i U-länder var falska år 2006.

## Tillverkning av kopior
Tillverkningen av varuförfalskade varor är svår om inte omöjlig att spåra som konsument då mellanhänderna är för många och tillverkaren inte godkänd av myndigheterna. Varorna tillverkas oftast i Kina, Thailand, Taiwan och U-länder. 
Barnarbete, utnyttjande av människor och svåra arbetsförhållanden är mycket vanligt. Materialen är betydligt sämre och framställningen utförs ofta av obehörig personal. Bättre gjorda kopior är i regel dyrare än vanliga, då de för förfalskarna är dyrare att framställa och riskablare att sälja vidare. 
Omsättningen är enorm och var intäkterna tar vägen är höjt i dunkel. I en rapport från franska Union des Fabricants (UNIFAB) rapporteras det att intäkterna finansierar organiserad brottslighet.
Interpol har under några av sina räder funnit belägg för att försäljning av falska märkesväskor bidrar till finansieringen av terrornätverk såsom Al-Qaida.

## Vad säger lagen?
Förfalskade varor är förbjudna i så gott som hela världen men det är en industri som tycks vara omöjlig att stoppa. År 2005 uppgick den illegala handeln till 200 miljarder USD, hela 2 % av världens totala handel.
Den amerikanska auktionssajten eBay har hamnat i domstol åtskilliga gånger, då företag menat att auktionssajten inte skyddat deras varumärken på ett adekvat sätt, bland annat har eBay vunnit ett mål med Tiffany & Co. som målsägare. EU-domstolen har ombett eBay att ta ett större ansvar.
Många gånger har företag stämt illegala tillverkare och skadestånd har krävts ut. Olagliga försäljare kan i vissa länder få fängelsestraff, men oftast utdelas dryga böter. Konsumenten själv hålls normalt ej ansvarig, ansvaret hänger på säljaren. Ett undantag, Italien, bör nämnas. Där kan köparen få betala böter på 10 000-100 000 SEK vid köp av en förfalskad vara, till exempel falska Prada-väskor eller solglasögon.

## Kuriosa
Klocktillverkaren Rolex ber allmänheten samla in falska Rolexklockor för att sedan varje år köra över dem med en ångvält.